# Рихвин (граф Нанта)
Рихвин Нантский (фр. Ricuin de Nantes, ум. 25 июня 841, битва при Фонтенуа) — граф Нанта в 831—841, граф Пуатье в 811—814/815.

## Биография
Его происхождение не известно. В 811 году в числе свидетелей завещания императора Карла Великого назван граф Рихвин, а в 814/815 году Рихвин упоминается с титулом графа Пуатье. Однако точно не установлено, был ли Рихвин, граф Пуатье, одним лицом с Рихвином, графом Нанта.
Во время восстания сыновей императора Людовика I Благочестивого граф Ламберт I Нантский встал на сторону его старшего сына Лотаря I, за что был лишён владений в Бретани и изгнан в Италию. Рихвин остался верен Людовику I, и сразу после свержения Ламберта I он был назначен графом Нанта.
В 832 году Рихвин пытался противодействовать созданию епископом Ванна Ренье аббатства Сен-Совье в Редоне, которое поддерживал граф Ванна Номиноэ. Рихвин был убит 25 июня 841 в битве при Фонтенуа, в которой он сражался в рядах короля Западно-Франкского государства Карла II Лысого.